# Kirche Medow

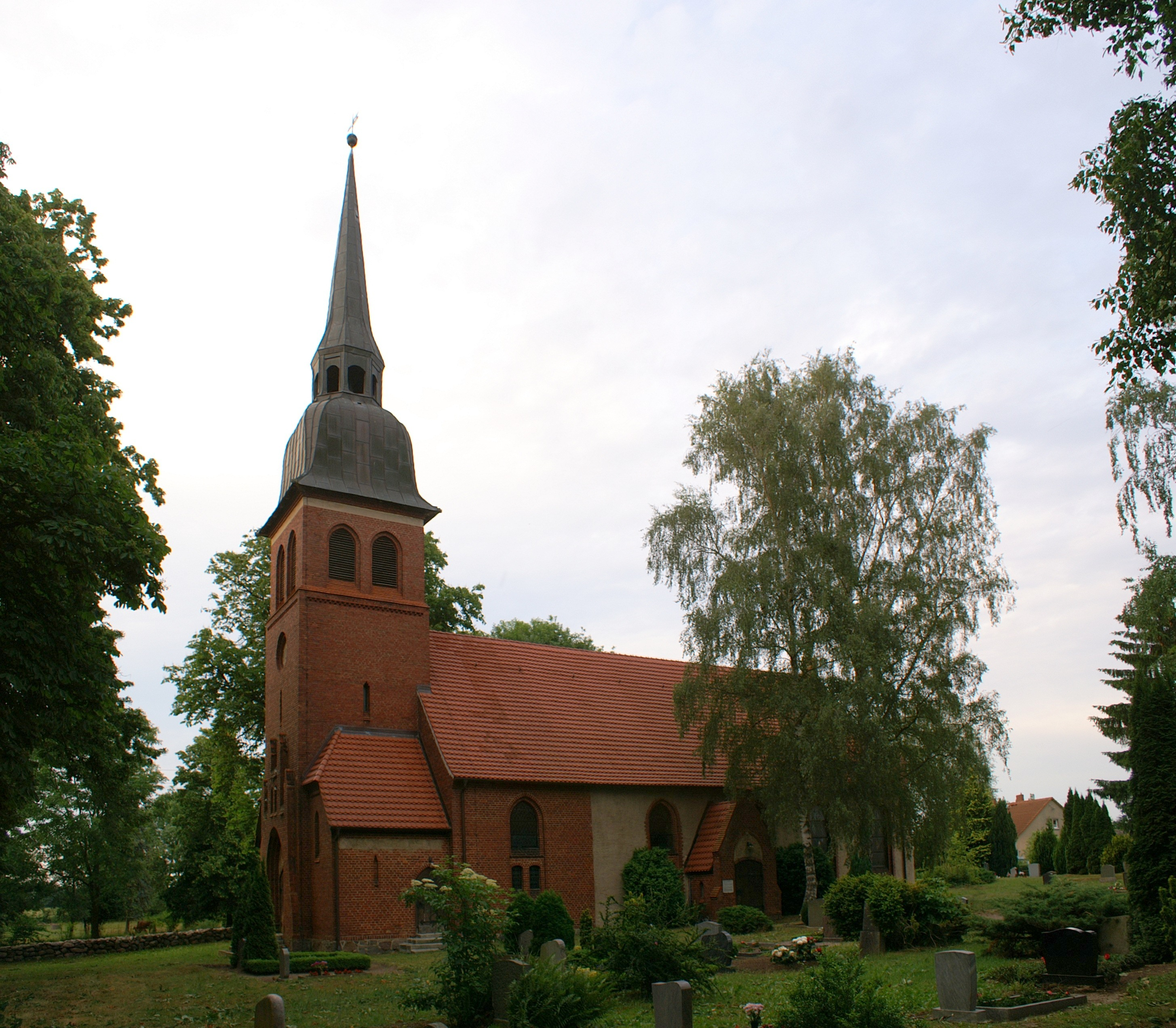
Kirche Medow

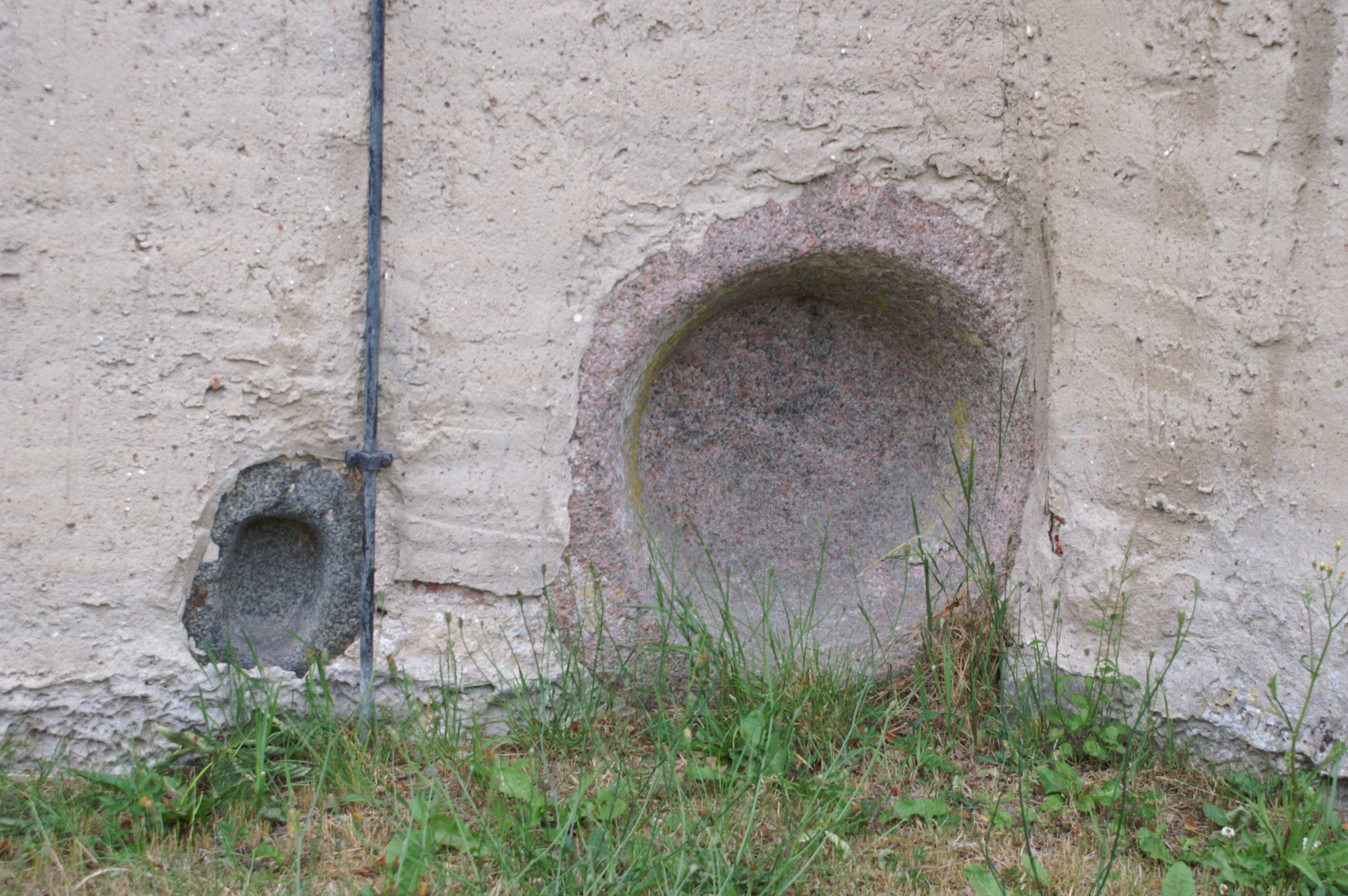
Eingemauertes Weihwasserbecken und Taufstein in der Ostwand

Die Kirche Medow ist ein denkmalgeschütztes Kirchengebäude in Medow im Landkreis Vorpommern-Greifswald in Mecklenburg-Vorpommern. Sie gehört zur Kirchengemeinde Liepen-Medow-Stolpe in der Propstei Pasewalk im Kirchenkreis Pommern der Evangelisch-Lutherischen Kirche in Norddeutschland.
Im Kern stammt die langgestreckte, ursprünglich spätgotisch aus Backstein errichtete Saalkirche aus dem 15. Jahrhundert. Bis zur Einführung der Reformation und anschließenden Säkularisation des Klosterbesitzes in Pommern gehörte die Medower Kirche zum Kloster Stolpe. Bei einem Umbau 1695 wurde das Kirchenschiff nach Süden seitenschiffartig erweitert. Um 1900 wurde die Kirche im neugotischen Stil überformt und erhielt zu dieser Zeit den massiven Westturm, die Südvorhalle und neue Fenster. Um rund ein Viertel ihrer Länge wurde die Kirche nach Westen durch einen Anbau aus Fachwerk verlängert. Im unteren Teil der Ostwand sind ein Weihwasserbecken und die Kuppa eines mittelalterlichen Taufsteines eingemauert. Die ursprünglich drei spitzbogigen Giebelfenster, von denen das mittlere breiter als die beiden anderen war, sind in zwei längere spitzbogige Nischen zwischen zwei über Eck stehenden Strebepfeilern geordnet.
Das gestufte Westportal am Turm befindet sich in einer Wandvorlage. Nördlich und südlich befinden sich Turmnebenhallen. Das Glockengeschoss ist durch ein Putzband abgeteilt und hat gepaarte rundbogige Schallöffnungen. Der Turm hat eine hohe geschweifte Haube mit offener Laterne und Spitzhelm.
Der Innenraum der Kirche hat eine flache Decke. Gestühl und Emporen stammen aus dem 18. Jahrhundert. Unter der Empore befindet sich eine Ehrenhalle für die in den Kriegen des 19. und 20. Jahrhunderts Gefallenen.
Der barocke Kanzelaltar mit reicher Schnitzerei wie Akanthuslaub, Engelsköpfen und vier freiplastischen Figuren wurde um 1700 gefertigt. Die Orgel mit neugotischem Prospekt stammt aus der Werkstatt von P. B. Voelkner aus Dünnow.
In den Fenstern befinden sich zehn Kabinettscheiben aus dem 16. Jahrhundert, davon acht mit biblischen Szenen und zwei mit Wappen, die sich ursprünglich als Votivgaben im Kloster Stolpe befanden.
Die beiden Kirchenglocken aus dem 15. Jahrhundert befanden sich ebenfalls zuvor in Stolpe.